# Arouva albivitta
Arouva albivitta är en fjärilsart som beskrevs av Felder och Alois Friedrich Rogenhofer 1874. Arouva albivitta ingår i släktet Arouva och familjen mott. Inga underarter finns listade i Catalogue of Life.